# Dino Lora Totino
 (août 2023).
La mise en forme du texte ne suit pas les recommandations de Wikipédia : il faut le « wikifier ».
Les points d'amélioration suivants sont les cas les plus fréquents. Le détail des points à revoir est peut-être précisé sur la page de discussion.
- Les titres sont pré-formatés par le logiciel. Ils ne sont ni en capitales, ni en gras.
- Le texte ne doit pas être écrit en capitales (les noms de famille non plus), ni en gras, ni en italique, ni en « petit »…
- Le gras n'est utilisé que pour surligner le titre de l'article dans l'introduction, une seule fois.
- L'italique est rarement utilisé : mots en langue étrangère, titres d'œuvres, noms de bateaux, etc.
- Les citations ne sont pas en italique mais en corps de texte normal. Elles sont entourées par des guillemets français : « et ».
- Les listes à puces sont à éviter, des paragraphes rédigés étant largement préférés. Les tableaux sont à réserver à la présentation de données structurées (résultats, etc.).
- Les appels de note de bas de page (petits chiffres en exposant, introduits par l'outil «  Source ») sont à placer entre la fin de phrase et le point final[comme ça].
- Les liens internes (vers d'autres articles de Wikipédia) sont à choisir avec parcimonie. Créez des liens vers des articles approfondissant le sujet. Les termes génériques sans rapport avec le sujet sont à éviter, ainsi que les répétitions de liens vers un même terme.
- Les liens externes sont à placer uniquement dans une section « Liens externes », à la fin de l'article. Ces liens sont à choisir avec parcimonie suivant les règles définies. Si un lien sert de source à l'article, son insertion dans le texte est à faire par les notes de bas de page.
- La présentation des références doit suivre les conventions bibliographiques. Il est recommandé d'utiliser les modèles {{Ouvrage}}, {{Chapitre}}, {{Article}}, {{Lien web}} et/ou {{Bibliographie}}. Le mode d'édition visuel peut mettre en forme automatiquement les références.
- Insérer une infobox (cadre d'informations à droite) n'est pas obligatoire pour parachever la mise en page.

Pour une aide détaillée, merci de consulter Aide:Wikification.
Si vous pensez que ces points ont été résolus, vous pouvez retirer ce bandeau et améliorer la mise en forme d'un autre article.
Secondino Lora Totino, dit  Dino, est né le 25 janvier 1900 à Pray dans une famille aisée de la noblesse italienne et d'industriels du textile. Il suit des études supérieures à Turin et, à vingt deux ans, obtient un diplôme d'ingénieur de l'École polytechnique de Turin. Très tôt, il se passionne pour les téléphériques, autant pour l'audace qu'exige leur conception et leur construction, que parce qu'ils lui paraissent un moyen de surmonter des obstacles. En 1932, il construit son premier téléphérique entre Breuil-Cervinia et le Plateau Rosa à 3 480 mètres d'altitude, qui lui a valu le titre de «  comte de Cervinia ». Huit ans plus tard, il construit le téléphérique qui relie La Palud au refuge Turin, sur le versant italien du Mont Blanc. La construction du téléphérique qui relie Courmayeur à Chamonix a mis en évidence les compétences de l'ingénieur Lora Totino et ses collaborateurs .

## Histoire

### Famille Lora Totino: les origines
L'histoire de la famille Lora Totino à Pray, une commune située entre Biella et Borgosesia sur La Strada della Lana (la route de la laine), de la province de Biella (Piémont), commence le 24 novembre 1863, jour de l'achat de l'usine des frères Ajmone, y compris les terrains avec le branchement sur la rivière Sessera, par les trois fils de Felice Lora Totino (1798-1866) : don Giovanni Battista (1825-1884), Celestino  (1831-1881) et Secondino (1837-1922). Le bâtiment principal était grandiose ; il comprenait quatre étages d'ateliers de tissage et une roue hydraulique monstrueuse.
Felice Lora Totino n'apparait pas dans l'acte de vente, mais il s'est porté garant pour ses deux fils qui assumaient le « risque commercial », le prêtre Giovanni Battista n'étant pas impliqué dans la gestion de l'entreprise. Neuf mois seulement après sa fondation, la « Filature de laine F. Lora Totino » devenait membre fondateur de la « Société des fabricants de tissus en laine et fileries du district de Biella », créée à Turin le 13 août 1864, qui devint quelques années plus tard l'« Union Industrielle de Biella ». En 1880, les deux frères Celestino et Secondino se séparent et divisent les biens en deux parts égales. Secondino choisit de continuer sous le nom de « F. Lora Totino », tandis que Celestino fonde « Lora Celestino », tous deux poursuivant la production de tissus de laine.
L'année suivante, Celestino décède et son frère Celestino, en plus de devenir tuteur de ses trois enfants, loue son usine Lora Celestino à Trabaldo Togna, Tonella et Zignone, qui, en 1892, rachèteront l'ensemble. En 1895, un incendie détruit entièrement l'usine et met fin à l'entreprise F. Lora Totino.
Deux ans plus tard, Adolfo (1867-1924), Albino (1869-1901) et Candido (1863-1902), les enfants de Secondino, créent une entreprise pour la production et la vente de tissus de laine sous le nom de  Felice Lora Totino. Secondino Lora Totino leur donne les machines récupérées dans l'usine restaurée après l'incendie. Ces machines spécifiques étaient essentiellement de fabrication locale (Squindo, Magliola, Ubertalli et Canepa) et quelques-unes étrangères. Après seulement un an, Candido quitte l'entreprise et, après le décès d'Albino en 1901, la filature de laine devient la propriété d'Adolfo.
L'usine Lora Totino est dévastée par la grosse tempête qui a frappé la Valsessera en 1908. Selon un article du quotidien turinois La Stampa : « les ateliers, les entrepôts, les bureaux ont été inondés et la furie des eaux a pris le dessus ».
En 1924, à la mort d'Adolfo, l'entreprise est reprise par ses fils, Felice (1903-1945) et Corrado (1904-1994), puis son autre frère et Ettore (1907-1994), encore mineurs à l'époque. Felice, l'aîné des frères, décède en 1945 et après la guerre, l'entreprise est marquée par deux événements importants : la fondation de la « Pettinatura di Pray » en 1960 par Corrado et Ettore et la transformation de la « Filerie Felice Lora Totino » en Orei SpA en 1970.

#### Usine Lora Totino
Extrait du « Guide historique-artistique-industriel de Biella et ses environs », 1873 :
- Type d'usine : filature de laine
- Début d'activité : 1863
- Nombre de produits : 36
- Broches : 1500
- Métiers : > 65 dont : 2 effilocheurs, 2 carbozers, 6 ensembles de cardage, 2 700 broches de cardage, 53 métiers lourds, 14 métiers à tisser pour KarakulⓇ(Marque déposée),
- Force motrice : 90 chevaux hydrauliques, 150 chevaux électriques, 200 chevaux à vapeur,
- Ouvriers : 150 (90 hommes et 60 femmes)
- Exportation : Yougoslavie, Autriche, Turquie
- Production : Filature cardée, tissus en laine, pour manteaux, types courants, fin et moyen fin ; KarakulⓇ(Marque déposée).

La famille de l'ingénieur Secondino Lora Totino a compté plusieurs personnalités éminentes : 
- Adolfo, un des premiers cinéphiles, en 1914 il réalisera un documentaire,
- Aldo et Corrado, pionniers de l'aviation,
- Arrigo, artiste célèbre, peut-être le dernier des futuristes.

## Le comte Dino Lora Totino
Le comte Dino Lora Totino, amoureux de la montagne et du ski, est devenu, très jeune, un entrepreneur polyvalent. Capitaine de l'industrie textile héritée de son père, il devient le célèbre créateur du Téléphérique Breuil-Plan Maison, au Breuil, en Vallée d'Aoste, en 1936 et de la Télécabine Panoramic Mont-Blanc. favorisé la création de l'aéroport de Turin-Caselle, réalisé le Téléphérique de l'Etna et a beaucoup œuvré pour la construction du tunnel du Mont Blanc. Il meurt à Turin en 1980. Ses idées ont contribué à la modernisation de l'Italie.
La conquête des plus hauts sommets des Alpes occidentales : Mont-Blanc (1786), Mont Rose (1855), Monviso (1861), Cervin (1865) a conduit la bourgeoisie de l'époque à découvrir la beauté de la montagne. Les citoyens aisés ont commencé à fréquenter les montagnes et les stations thermales telles que Saint-Vincent et Pré-Saint-Didier. La généralisation du ski introduit la haute montagne dans le circuit touristique. En 1901, le premier club de ski italien est fondé à Turin et en 1904, la première compétition de ski a lieu à Bardonnèche. L'intérêt pour ce nouveau sport se répand rapidement et c'est dans cette période historique que se situent les premières réalisations de Dino Lora Totino.

### Téléphérique du Cervin / Breuil-Plan Maison
Le 15 avril 1934, la Società Anonima Cervino est créée et compte, parmi les associés, Dino et Aldo Lora Totino. Jusqu'alors le bassin du Breuil n'était qu'une destination estivale pour les alpinistes attirés par le Cervin. Le sport du ski était seulement en train de naître et les pistes autour de Breuil, aux yeux de l'ingénieur et entrepreneur Dino Lora Totino, lui semblaient idéales pour ce nouveau sport.
En 1936, Dino Lora Totino fait construire son premier téléphérique pour relier Breuil-Cervinia à Plan-Maison. En 1939, un deuxième téléphérique est ajouté pour aller jusqu'au Plateau Rosa à 3 480 mètres d'altitude, réalisé par le constructeur turinois Agudio SpA. L'ouvrage est conçu avec le professeur Vittorio Zignoli, son ancien professeur d'université. En 1952, il construit le téléphérique de Furgenn qui aurait dû être le début de la liaison pour atteindre le sommet du Cervin, un objectif jamais atteint en raison de grosses difficultés techniques, de coûts et de l'opposition des politiciens et des écologistes. Le téléphérique construit dans les années 1930 était impressionnant et très audacieux, c'est pourquoi il reçut le titre de « comte de Cervinia », selon la coutume répandue à l'époque.

### Société Funivie d'Italia
En 1940, le comte Dino Lora Totino fonde la société Funivie d'Italia et décroche un marché pour l'armée italienne, durant la période fasciste sous Mussolini, la réalisation des téléphériques « va-et-vient » entre le refuge Turin et Courmayeur, un second tronçon de 2 440 mètres, sans aucun pylône, devant aboutir à 3 335 mètres d'altitude, désormais appelé « Téléphériques Monte Bianco », que Dino Lora Totino et sa société « Funivie d'Italia » prolongeront et transformeront, après-guerre, en remontées à vocation touristique, avec l'intention de réaliser une liaison téléphérique entre l'Italie et la France, à travers le massif du Mont-Blanc.
Funivie d'Italia, société piémontaise pour la « construction et l'exploitation de téléphériques, funiculaires et téléskis », ne disposait pas d'ateliers de fabrication mais travaillait avec un réseau d'entreprises partenaires, notamment les ateliers mécaniques d'Agudio ou « Piemonte Funivie » pour les parties techniques des remontées. Cependant, l'implication de Funivie d'Italia dans les appareils qu'elle a réalisés est telle qu'on lui attribue, tant administrativement que techniquement, la paternité de certaines réalisations comme promoteur-constructeur.
A la tête du bureau technique de Funivie d'Italia et de plusieurs autres entreprises du groupe Lora Totino, Lorenzo Valentino de Francisco a dirigé, en collaboration avec le professeur et ingénieur conseil Vittorio Zignoli, la construction de plusieurs téléphériques. Dino Lora Totino imaginait, négociait et persuadait, Vittorio Zignoli calculait et trouvait les solutions techniques, souvent inédites, et Lorenzo de Francisco coordonnait et supervisait les travaux.
Les trois hommes ont également officié, en matière de transport par câble, sur le territoire français via une société spécifique, la CTVB (Compagnie des Téléphériques de la Vallée Blanche), créée en 1949 par Lora Totino pour la réalisation et l'exploitation de lignes des téléphériques de l'Aiguille du Midi et celle de la Vallée Blanche (aujourd'hui Panoramic Mont-Blanc) avec son pylône suspendu. Ces deux lignes prestigieuses, associées aux téléphériques Monte Bianco du versant italien, permettent à Dino Lora Totino de réaliser son rêve de liaison téléphérique entre l'Italie et la France, par le massif du Mont-Blanc.
Outre les deux tronçons du refuge Turin à Courmayeur, la société Funivie d'Italia a réalisé ou participé à la conception de nombreux téléphériques, télécabines et funiculaires en Italie dont ceux de l'Etna, Trapani-Erice, Mercogliano - Monte Vergine (Avellino), Plan-Maison - Fürggen (Breuil-Cervinia), Plan-Chécrouit et Col Chécrouit (Courmayeur), Refuge Turin - pointe Helbronner (toujours à Courmayeur). En 1962, la société Lora Totino est placée en liquidation et dissoute.

### Téléphériques Monte Bianco
À Courmayeur, les téléphériques Monte Bianco constituent depuis les années 1940 le pendant italien des téléphériques français de l'Aiguille du Midi. Les deux lignes sont d'ailleurs reliées depuis 1957 par l'intermédiaire de l’impressionnant téléphérique Panoramic Mont-Blanc, formant, en duo avec le tunnel du Mont-Blanc, suivant le rêve de leur concepteur, Lora Dino Totino, le « plus grand carrousel du monde ».
Les téléphériques Monte Bianco transportent aujourd'hui plusieurs dizaines de milliers de touristes chaque année mais peu d'entre eux savent que ces lignes ont été construites dans un but militaire, dans le contexte de la Seconde Guerre mondiale. Président du Conseil du royaume d'Italie  Benito Mussolini a voulu équiper les Alpes d'un maillage de téléphériques pour y transporter ses troupes. Le but, à terme, aurait pu être la reprise de l'ancien comté de Nice et des Savoie, territoires cédés à la France dans l'illégalité la plus totale avec la promulgation du résultat du référendum par la France la veille du vote. Mussolini voulait surtout imposer une politique d'italianisation de la Vallée d'Aoste, soupçonnée d'être restée trop pro savoyarde. Ainsi, dominant la vallée de Courmayeur à plus de 3 300 mètres d'altitude, à la frontière franco-italienne, le refuge Turin constitua un point stratégique pour conforter la présence italienne. Le lieu s'avérait stratégique puisque, sur le versant français du massif du Mont-Blanc, un téléphérique (brevet Ceretti & Tanfani) permettait de gagner facilement l'Aiguille du Midi, séparée du refuge Turin par les glaciers du Géant et de la Vallée Blanche.
L'armée du Roi d'Italie passe donc commande auprès de la jeune société turinoise « Funivie d'Italia » d'un téléphérique entre le hameau de La Palud (Courmayeur) et le refuge Turin à 3 300 mètres d'altitude, situé sous le Col du Géant, un parcours de plus de 4 km avec un dénivelé de 2 000 mètres. Le téléphérique le parcourt en 10 minutes ce qui évite sept heures de marche. Commencé pendant la guerre, il est endommagé par un bombardement français et ne sera ouvert au public qu'en 1948.

### Téléphérique Cervinia-Zermatt
Lora Totino a eu une autre grande intuition : relier la localité de Cervinia à sa sœur Zermatt, qui a refusé de délivrer les autorisations nécessaires au promoteur et entrepreneur italien.

### Téléphériques du Mont Blanc
C'est en 1905 que deux ingénieurs imaginent de relier, à l'aide d'un téléphérique, la vallée de Chamonix au sommet de l'Aiguille du Midi. Le premier tronçon de cet ouvrage est achevé en 1924 et la station des Glaciers à 2414 m, en 1927. Dans les années 1940, l'ingénieur promoteur italien, le comte Dino Lora Totino, propose de tendre un câble unique entre le plan de l'Aiguille et le sommet, qui franchirait, sans aucune portée, les 1 500 mètres de dénivelé. Un pari fou qui allait pourtant être mené à bien. En 1950, trente guides hissent au col du Midi un câble de 1 700 mètres puis le déroulent le long de l'impressionnante face nord de l'Aiguille. Au terme de cinq années de travaux, la liaison Chamonix/sommet de l'aiguille du Midi est ouverte. Rénové en 1991, le téléphérique de l'Aiguille du Midi transporte aujourd'hui 600 personnes par heure.
Dans les années 1940, le comte Dino Lora Totino contacte la commune de Courmayeur pour construire un téléphérique pour accéder au Mont-Blanc. Il crée la liaison entre La Palud et Courmayeur et le refuge Turin à 3 300 mètres d'altitude, situé sous le Col du Géant, un parcours de plus de 4 km avec un dénivelé de 2 000 mètres. Le téléphérique le parcourt en 10 minutes ce qui évite sept heures de marche. Commencé pendant la période de guerre, il fut endommagé par un bombardement français. Il n'a été ouvert au public qu'en 1948.
En 1951, le téléphérique Chamonix-Aiguille du Midi est mis en service en France. Le comte Dino Lora Totino a eu l'idée de relier les stations de Courmayeur et de Chamonix, l'Italie et la France, par téléphérique traversant tout le massif du Mont-Blanc.

### Téléphérique des Glaciers -Télécabine Panoramic Mont-Blanc
Au printemps 1954, le comte Dino Lora Totino lance la construction du téléphérique qui va relier le refuge Turin à l'Aiguille du Midi en passant par la Pointe Helbronner (3 462 m). Le nouvel ouvrage réunit les deux téléphériques existants côté italien et français à travers une construction quasiment impossible pour l'époque, un pylône suspendu a dû être « inventé » car la portée de 3 km, entre la pointe Helbronner et le Gros Rognon était inégalée. Pour le réduire, il n'a pas été possible de construire un pylône normal en raison du mouvement de la glace. Le comte Lora Totino a eu l'ingénieuse idée de construire un point d'ancrage aérien, constitué de câbles tendus transversalement au tracé du téléphérique. Tisser des fils d'acier, une idée « naturelle » pour un industriel du textile !

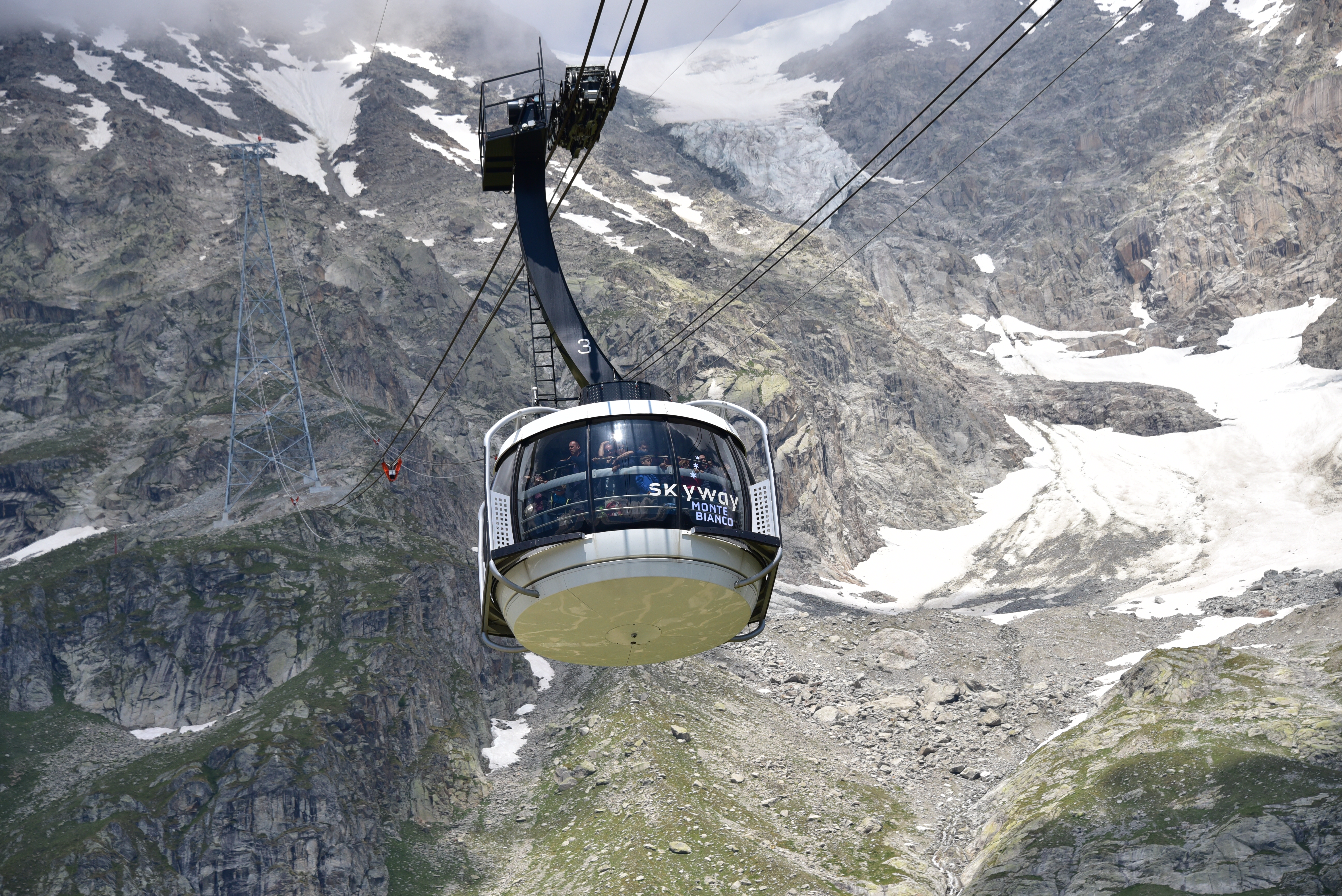
Cabine du Skyway Monte Bianco.

Au début des années 1950 les moyens techniques disponibles étaient limités, aucun hélicoptère n'avait jamais été utilisé pour transporter des matériaux à haute altitude. Le chantier était le plus haut du monde et les ouvriers ont dû être choisis parmi les montagnards et les alpinistes. À l'époque de sa construction, le Télécabine Panoramic Mont-Blanc du constructeur turinois Agudio SpA, était le plus haut du monde. Les travaux se sont achevés en 1957 et le téléphérique mis en service le 25 décembre 1957.
Depuis le 30 mai 2015, l'ancien téléphérique Funivie Monte Bianco du comte Lora Totino est remplacé par le Skyway Monte Bianco.

### Tunnel du Mont-Blanc
Le Tunnel du Mont Blanc, inauguré en 1965 par les présidents Giuseppe Saragat et Charles de Gaulle, a vu le jour grâce au projet initial et à l'initiative de l'ingénieur Dino Lora Totino.
L'idée de son tunnel autoroutier se concrétise en 1944, lorsqu'il demande à son ancien professeur Vittorio Zignoli, d'abord d'évaluer puis de mettre en œuvre un projet visant à relier Courmayeur et Chamonix par un tunnel routier Le projet, présenté en 1946, comprenait un seul tube avec une circulation à double sens, d'une largeur de 8,5 m et équipé d'une ventilation forcée.
Dino Lora Totino crée la « Compagnie pour le tunnel » et commence, à ses frais et sans autorisation, les fouilles du côté italien. Il obtient également, de la Municipalité de Chamonix, la concession du terrain pour l'entrée française. Les travaux ont atteint environ 160 mètres de percement lorsque, en 1947, ils sont bloqués par les autorités italiennes.
L'initiative était symbolique mais a servi à poser le problème et à confronter les politiques à la nécessité de prendre une décision. En 1949, un accord est signé entre les autorités italiennes et françaises pour poursuivre les travaux. Après de nombreuses péripéties lors du vote par le parlement français, la STMB - Société française du Tunnel du Mont-Blanc est enfin créée en 1958, un an après la SITMB - Società Italiana per il Traforo del Monte Bianco. Les travaux peuvent commencer, le 14 mai 1958 coté italien, le 15 mars 1959 coté français. Le 14 août 1962, les ouvriers italiens et français se rencontrent et font sauter le dernier diaphragme. Le creusement du tunnel est parfaitement réussi sans aucune déviation ni latérale ni de dénivelé, l'écart n'est que de quelques centimètres. Le 19 juillet 1965, le tunnel est ouvert à la circulation.

### Dino Lora Totino, entrepreneur éclectique
Le comte Dino Lora Totino avait un autre centre d'intérêt, le Casino de Saint-Vincent, dont il a été l'un des associés fondateurs de la société « SITAV  » qui a géré pendant quarante ans le casino. Ce casino, l'un des quatre casinos italiens a été ouvert en 1921 avec une simple roulette durant la saison touristique estivale. Il est fermé en 1940 à cause de la Seconde Guerre mondiale. Le 3 avril 1946, une autorisation pour ouvrir une salle de jeux complète est délivrée et le Casino de Saint-Vincent ouvre officiellement le 29 mars 1947. Parmi les joueurs les plus célèbres, on peut citer Sean Connery, le fameux interprète de James Bond.